# Nasidius dregii
Nasidius dregii är en insektsart som först beskrevs av Hermann Burmeister 1838.  Nasidius dregii ingår i släktet Nasidius och familjen Anostostomatidae. Inga underarter finns listade i Catalogue of Life.